# Dave Bowen
David Lloyd "Dave" Bowen (Maesteg, 7 de junho de 1928 - 25 de setembro de 1995) foi um futebolista e treinador galês que atuava como meia.

## Carreira
Dave Bowen fez parte do elenco da Seleção Galesa de Futebol, na Copa do Mundo de 1958.